# Zwei Weihnachtsmänner sind einer zu viel
Zwei Weihnachtsmänner sind einer zu viel ist ein deutscher Fernsehfilm von Neelesha Barthel aus dem Jahr 2023. Der Weihnachtsfilm hatte seine Uraufführung am 1. September 2023 auf dem Festival des deutschen Films in Ludwigshafen am Rhein. Seit dem 16. November 2023 ist der Film in der ZDFmediathek verfügbar, die Erstausstrahlung im Fernsehen fand am 11. Dezember 2023 im Abendprogramm des ZDF statt.

## Handlung
Mietrechtsanwältin Karo und Aushilfslehrer Lasse haben sich vor ein paar Monaten kennengelernt und ineinander verliebt. Sie lässt sich gerade von ihrem Mann scheiden, er wurde vor Jahren von seiner Frau verlassen. Karo ist mit ihren zwei Kindern bei Lasse und seiner Tochter Toni eingezogen, kurz vor Weihnachten verlobt sich das Paar. Eigentlich war geplant, das diesjährige Fest bei Karos Eltern zu feiern; doch da Karos Nochehemann Guido ebenfalls von ihren Eltern eingeladen wurde, muss Karo umdisponieren. Kurzerhand sagt sie Lasse, ihr Vater sei krank geworden, Ihren Eltern wiederum teilt sie mit, sie wolle mit Lasse lieber allein feiern. Lasse lädt daraufhin auch seine Eltern aus. Dies spornt beide Elternpaare an, ihren Kindern Weihnachten einen Besuch abzustatten.
Tatsächlich treffen die ungleichen Elternpaare ohne vorherige Ankündigung zu Weihnachten ein. Der anspruchsvolle Wilfried, Major im Ruhestand, und seine Frau Angelika möchten für ihre Tochter nur das Beste, sorgen sich um ihre Enkelkinder und hadern immer noch mit ihrer Trennung von Guido. Lasses linksalternative Eltern, Bernd und Lizzie, hingegen reisen in der Welt herum und konsumieren hin und wieder Drogen. Während die alles locker sehen, erhöht die Anwesenheit von Karos Eltern den Druck auf Lasse. Er kann nur eine Krücke von Baum organisieren und als das falsche Weihnachtsmannkostüm geliefert wird, muss er sich auf die Suche nach Ersatz machen. Dafür versetzt er Toni beim allweihnachtlichen Currywurstessen der beiden.
Lasse trifft einen depressiven Weihnachtsmann, dem er nach einigen gemeinsamen alkoholischen Getränken zunächst das Kostüm entlocken kann. Allerdings ändert dieser seine Meinung, sodass ein Kampf entscheiden muss. Alkoholisiert und mit blutender Nase begibt sich Lasse auf den Heimweg. In seiner Wohnung verteilt der sich eingeschlichene Guido bereits Geschenke an die Kinder, ganz zur Freude von Karos Vater. Es kommt es zum Krach zwischen Lasse und Karo und Lasse gesteht ihr jetzt, dass er gerade seinen Job verloren hat. Karo beschließt in dieser Situation, mit den Kindern und ihren Eltern zu Guido zu fahren. Vor der Abfahrt kommt es zu einem Streit mit Guido und jetzt erfahren auch Karos Eltern, dass ihr Wunschschwiegersohn Karo nach Strich und Faden betrogen hat. Plötzlich teilt Lasse telefonisch mit, dass Toni weggelaufen sei.
Gemeinsam machen sich Lasse, Karo und beide Elternpaare auf die Suche nach Toni, die mit einem Kumpel in dessen Van davongefahren ist. Da Toni Angelikas Tablet hat, können sie die Teenagerin orten und verfolgen. Sie finden Toni an einem Parkplatz, als ihr Begleiter gerade aufdringlich werden wollte. Die Familie versöhnt sich und sie fahren mit Toni zurück in die Wohnung. Dort hat der reuige Guido mit Karos Kindern Pommes und Currywurst vorbereitet. So können alle  letztlich doch noch ein schönes Weihnachtsfest begehen.

## Produktion

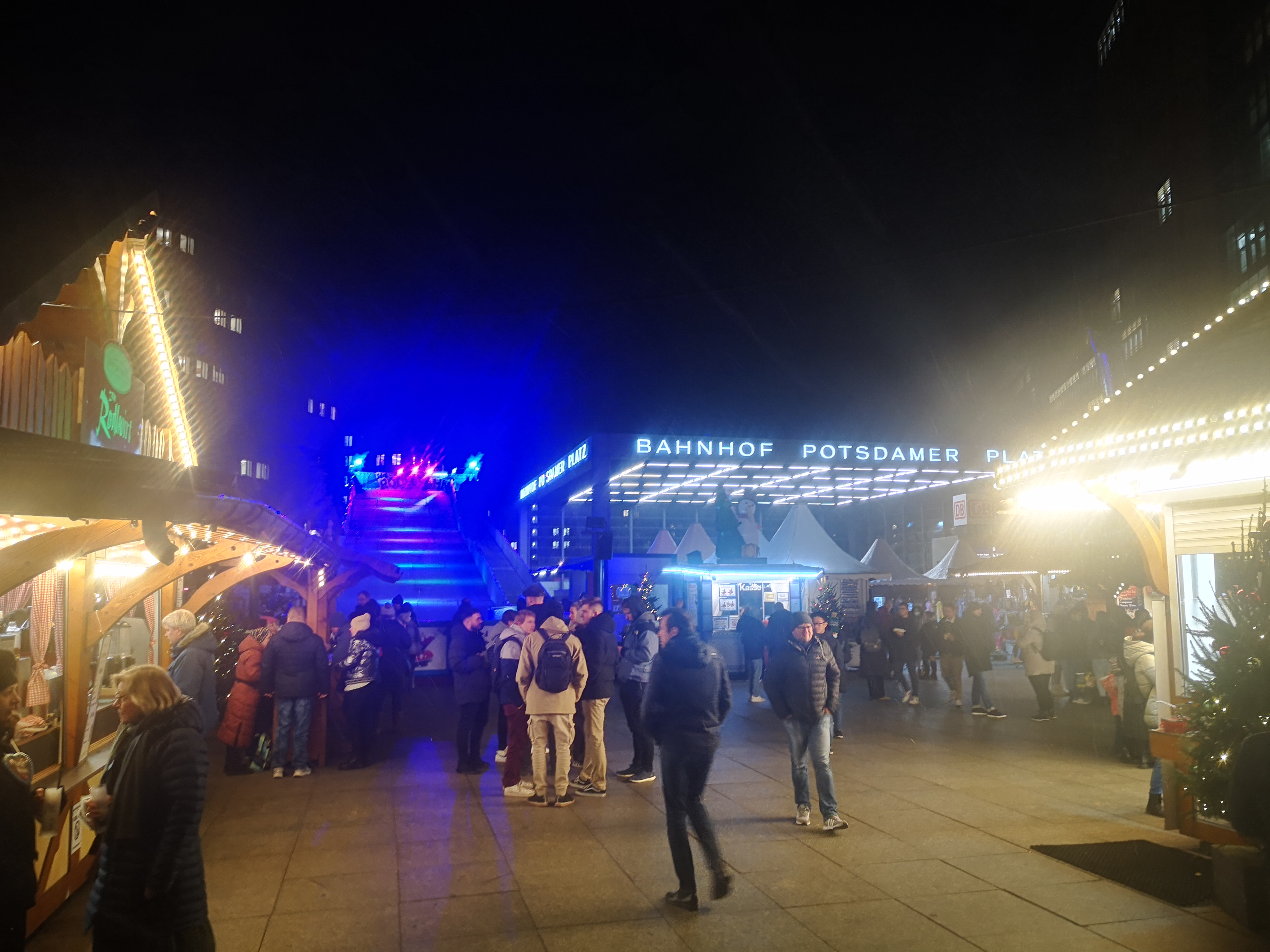
Der Weihnachtsmarkt am Potsdamer Platz in Berlin diente als Kulisse.

Zwei Weihnachtsmänner sind einer zu viel wurde von Odeon Fiction im Auftrag des ZDF hergestellt. Das Drehbuch zum Film steuerte Christof Ritter nach eine Vorlage  von Arne Ahrens bei. Für die Regie konnte die Produktionsfirma Neelesha Barthel gewinnen. Barthel benannte ihre eigenen Kenntnisse als Mitglied einer Patchwork-Familie als Grund für ihre Zusage. Für sie lag das „Hauptaugenmerke darauf, mit dem Ensemble sicherzustellen, dass wir die Gratwanderung zwischen Komödie und Drama ausloten“. Zusammen mit Kameramann Andreas Höfer und unter Beihilfe von Requisiten und Motiven des Szenenbilds vergrößerte die Regisseurin die Clash-Elemente der Figuren am Drehort lauter eigener Aussage „stetig“.
Die Dreharbeiten fanden vom 2. November bis zum 7. Dezember 2022 in Berlin und Brandenburg statt. Der Arbeitstitel lautete – in Anlehnung an das Weihnachtslied „Stille Nacht, heilige Nacht“ – Schrille Nacht, heilige Nacht. Hauptdrehort war ein Mehrfamilienhaus am Lausitzer Platz  15 im Berliner Ortsteil Kreuzberg. Zu den Drehorten gehörte überdies auch die Winterwelt mit Rodelbahn am Potsdamer Platz. Als Produzenten traten Philip Voges und Fabian Winkelmann in Erscheinung. Das ZDF stellte wiederum Anja Helmling-Grob als Redakteurin zur Verfügung.  Für die musikalische Untermalung des Films zeigte sich Maurus Ronner verantwortlich. Zu den Weihnachtsliedern, die neben seiner Filmmusik im Laufe des Films zu hören sind, gehören „Sleigh Ride“ von The Ronettes, „Let It Snow! Let It Snow! Let It Snow!“ von Dean Martin, „Last Christmas“ von Wham!, „A Holly Jolly Christmas“ von Burl Ives sowie „Merry Christmas (I Don't Want to Fight Tonight)“ von den Ramones.

## Rezeption

### Kritiken

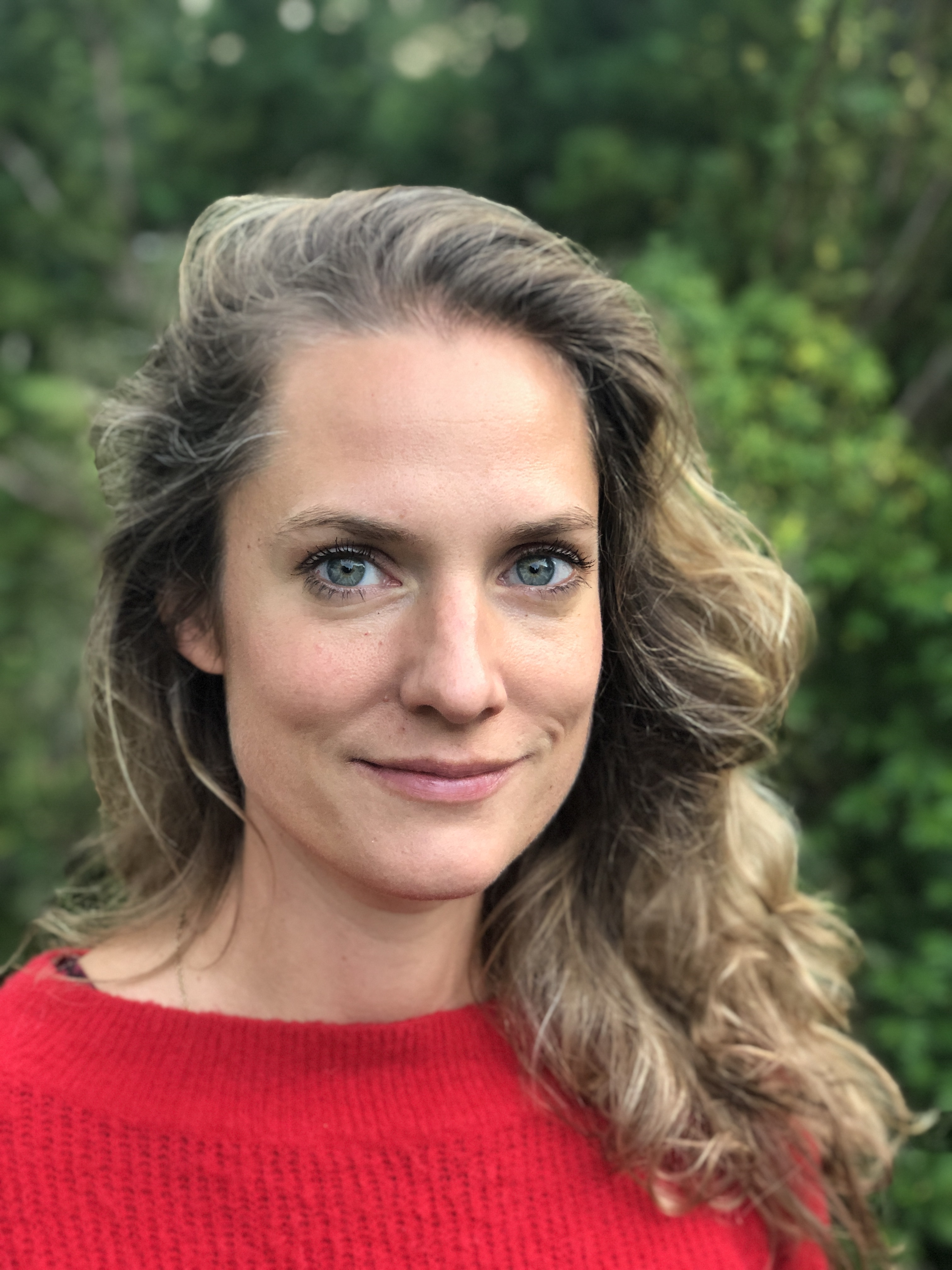
Das Ensemble um Darstellerin Marie Burchard bewerteten Kritiker vorwiegend positiv.

Rainer Tittelbach bewertete Zwei Weihnachtsmänner sind einer zu viel in seiner Rezension auf tittelbach.tv mit insgesamt 4,5 von 6 Sternen. Er befand, dass der Film für jeden „Zuschauer, der diese Art von Weihnachts- und Familienzusammenführungskomödien mag, [...] ein Fest“ sei. Die Geschichte biete „keinen Leerlauf, ist temporeich inszeniert, ohne dabei hektisch zu sein“. Als „schön“ bezeichnete Tittelbach „auch, dass die Gegensätze der Eltern-Parteien nicht ständig wie in vergleichbaren Hollywood-Komödien laut herausposaunt werden. Das stimmige Timing ist der dichten Vorlage und der luftigen, flotten bis atmosphärischen Inszenierung zu verdanken, ganz besonders auch dem sechsköpfigen Haupt-Ensemble, alles gestandene Schauspieler mit reichlich Bühnenerfahrung“. Die „Kombination aus komödienhaft verdichteten Typen und individuellen Charakteren“ gelinge „vorzüglich“.
Tilmann P. Gangloff bezeichnete Zwei Weihnachtsmänner sind einer zu viel in seiner Kritik auf evangelisch.de als „äußerst unterhaltsamen Film“, dessen Charaktere und Handlung in weiten Teilen an die US-Komödie Meine Braut, ihr Vater und ich (2000) erinnerten. Regisseurin Neleesha Barthel knüpfe mit dem Spielfilm erfolgreich an ihr Erstlingswerk Marry Me! (2015) an, wobei die Komödie neben den „vielen originellen und flott inszenierten Einfällen vor allem durch das vielköpfige prominente Ensemble“ erfreue. Insbesondere Joachim Król, Ulrike Krumbiegel, Rainer Bock und Imogen Kogge hätten „spürbar Spaß an ihren Rollen, zumal das erfahrene Quartett im Vergleich zur mitunter etwas übereifrigen Marie Burchard eher zurückhaltend agiert und nicht um jeden Preis komödiantische Akzente setzen will“.
Oliver Armknecht gab der Komödie in seiner Besprechung bei film-rezensionen.de 6 von 10 Punkten und bezeichnete ihn als einen „der unterhaltsameren“ Weihnachtsfilme des Jahres. Die Produktion biete „nicht den feinstem Humor“, funktioniere aber „vor allem wegen des gut aufgelegten Ensembles, das keine Scheu davor hat, sich auch mal lächerlich zu machen“. Überhaupt lebe Zwei Weihnachtsmänner sind einer zu viel von dem „Zwischenspiel der Darsteller und Darstellerinnen“, wobei Armknecht kritisierte, dass auffällig sei, „dass die Frauenfiguren sehr viel weniger Aufmerksamkeit bekommen“ und die lustigsten Szenen den männlichen Charakteren zufielen. Außerdem gebe „man sich nicht so wahnsinnig viel Mühe dabei, für Überraschungen zu sorgen. Viele Witze kündigen sich vorher an“.
Auch die Redaktion von TV Spielfilm zog Vergleiche zu Meine Braut, ihr Vater und ich und dessen Fortsetzung Meine Frau, ihre Schwiegereltern und ich (2005). Zwei Weihnachtsmänner sind einer zu viel biete „freche Dialoge und eine Prise Slapstick, die nicht mehr ganz neue Geschichte“ aufpeppten.
Filmdienst befand, dass der Film am Rande der Karikatur bewege und schrieb: „Während das präzise Timing der Darsteller zumindest für einige Unterhaltsamkeit sorgt, besteht der Humor überwiegend aus Albernheiten, die mit Sentiment vermischt werden“. Die Deutsche Presse-Agentur urteile, dass das Spiel vom Burchard und Kaya „Leider fast genauso bemüht“ wirke „wie der ganze Film, dessen Dialoge wohl witzig sein sollen, aber überwiegend eben doch nicht zünden [...] Da können selbst die vier gut aufgelegten Schauspieler in den Rollen der Großeltern nicht mehr viel retten“.

### Einschaltquote
Zwei Weihnachtsmänner sind einer zu viel feierte am 1. September 2023 auf dem Festival des deutschen Films in Ludwigshafen Premiere. Am 16. November 2023 wurde die Komödie in der ZDFmediathek zum Streaming veröffentlicht. Die Free-TV-Premiere folgte am 11. Dezember 2023 zur Hauptsendezeit im ZDF. Mit 4,25 Millionen Zuschauer und einem Marktanteil von 16 Prozent avancierte die Produktion hinter der Tagesschau zur zweitmeistgesehenen Sendung des Tages.